# Sosnówko (powiat gryfiński)
Sosnówko – osada w Polsce położona w województwie zachodniopomorskim, w powiecie gryfińskim, w gminie Stare Czarnowo w sołectwie Dobropole Gryfińskie. Zgodnie ze stanem na dzień 19 lutego 2014 w osadzie zameldowanych jest 96 osób. W pobliżu Sosnówka, znajduje się część Szczecina o tej samej nazwie skupiona wzdłuż ul. Dobropole.
W ostatnich latach doszło do kilku pertraktacji w kwestii ewentualnych zmian granic pomiędzy gminą Stare Czarnowo a Szczecinem i przyłączeniem miejscowości do miasta.. W 2005 roku radni gminy Stare Czarnowo zwracali uwagę, iż część domów, choć formalnie znajduje się na terenie gminy Stare Czarnowo posiada "szczecińskie" adresy. Postulowano wówczas uregulowanie tej kwestii i formalne powołanie nowej osady na tym terenie. Wspominano o zwyczajowej nazwie Osetne Pole m.in. dla obszaru na pograniczu gminy oraz ulicy Długopole w Szczecinie. Przeprowadzono w wyżej wymienionej kwestii konsultacje z mieszkańcami. Regulacje natury administracyjnej doprowadziły do uporządkowania spraw związanych z adresami i numeracją domostw. W marcu 2007 roku ustalono, iż znajdująca się na tym terenie osada, którą określano wówczas nazwą Sosnówko (analogicznie jak sąsiadujące z nią od północy osiedle na terenie Szczecina), zostanie pod względem administracyjnym przyporządkowana sołectwu Dobropole Gryfińskie.
Z inicjatywy grupy mieszkańców osady Sosnówko 20 listopada 2007 roku odbyło się spotkanie z władzami Szczecina i gminy Stare Czarnowo. Mieszkańcy postulowali chęć włączenia ich domostw do miasta Szczecina, co tłumaczyli m.in. administracyjnymi, technicznymi i infrastrukturalnymi powiązaniami ze stolicą Pomorza Zachodniego. Pierwotnie gmina Stare Czarnowo wyraziła zgodę, aby zarówno osada Sosnówko, jak i Mazurkowo zostały przyłącze do Szczecina (uchwała z marca 2008). Potem, wskutek braku porozumienia ze Szczecinem m.in. w sprawie rekompensaty z tytułu utraconych terenów, gmina Stare Czarnowo wycofała się z pierwotnych uzgodnień (uchwała z lutego 2009). Mieszkańcy Sosnówka (zarówno części szczecińskiego osiedla, jak i osady, która pozostała ostatecznie w granicach gminy) używają zwyczajowej nazwa dla tego terenu Osetne Pole.